# Jean-François Larios

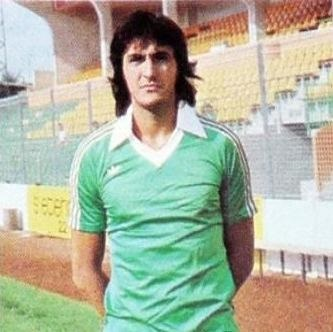
Jean-François Larios (1979)

Jean-François Larios (* 27. August 1956 in Sidi bel Abbès/Algerien) ist ein ehemaliger französischer Fußballspieler.

## Die Vereinskarriere
Jean-François Larios wurde im seinerzeit französischen Algerien geboren und kam infolge des Algerienkrieges mit seinen Eltern ins aquitanische Pau. Dort spielte er als Kind und Jugendlicher zunächst bei zwei kleinen Vereinen, bevor der Mittelfeldspieler auf Empfehlung seines Trainers, des Vaters von AS Saint-Étienne-Profi Jean-Michel Larqué, mit 17 Jahren in die Nachwuchsschule von Saint-Étienne aufgenommen wurde. Er wurde dort aufgebaut und in zwei Nationalmannschaften (Équipe de France junior und Équipe de France espoir) eingesetzt. Sein Trainer Robert Herbin baute ihn erstmals in der Saison 1974/75 in einem Punktspiel der Division 1 ein, an deren Ende les Verts, wie die Fußballer der ASSE in Frankreich genannt werden, ihren Landesmeistertitel verteidigen konnten. Im Jahr darauf fand Larios sporadisch Berücksichtigung in der Ligamannschaft (drei Einsätze) – zu stark war anfangs die Konkurrenz in der mit Spielern wie Bathenay, Janvion, Lopez, Piazza in der Defensive, Larqué, H. Revelli, Rocheteau und Santini in Mittelfeld und Angriff hochkarätig besetzten Elf. 1976/77 wurde er häufiger eingesetzt, gehörte aber immer noch nicht zur Stammformation und auch nicht zu der Elf, die das Pokalendspiel gegen Stade de Reims gewann.
Daraufhin wechselte Larios 1977 zum SEC Bastia, wo er sich auf der linken Mittelfeldposition durchsetzte und auch in sämtlichen 12 UEFA-Pokal-Begegnungen eingesetzt wurde, die die korsische Überraschungsmannschaft bis in die beiden Endspiele (0:0 und 0:3 gegen PSV Eindhoven) führte. Auf dem Weg dahin hatte er gegen AC Turin und Carl Zeiss Jena auch jeweils einen Treffer erzielt. Nach dieser Saison kehrte er zu Saint-Étienne zurück; an der Seite des unverwüstlichen Jacques Santini und, ab 1979, von Platini und Rep war Jean-François Larios integraler Bestandteil eines Mittelfelds der Extraklasse geworden. Zwischen 1978 und 1982 absolvierte er, von Verletzungspech verschont, 137 Erstligaspiele für die Verts, wurde 1981 französischer Meister, stand zweimal im Endspiel um die Coupe de France und wurde auch A-Nationalspieler. Er erzielte diverse Tore, oft durch stramme Distanzschüsse aus rund 20 Meter Torentfernung oder per Elfmeter; so hat er auch bei zwei UEFA-Cup-Spielen getroffen, von denen sie in Saint-Étienne heute noch schwärmen: Ende 1979 beim 6:0 gegen PSV Eindhoven im heimischen Stade Geoffroy-Guichard und im November 1980 beim 5:0 im Volksparkstadion über den HSV. In diesem Jahr wurde er sogar zu Frankreichs Fußballer des Jahres gewählt. In seiner Zeit bei St. Etienne sorgte eine Prügelei in der Kabine mit Michel Platini für Schlagzeilen: Larios hatte Platini Ehefrau Christèle ausgespannt, die ihn mit beiden Kindern verließ.
In der Spielzeit 1982/83 brach diese Karriere fast von einem Tag auf den anderen in sich zusammen: eine Verletzung warf den erst 26-jährigen weit zurück. Er absolvierte so lediglich noch 11 Punktspiele für die ASSE. Am Ende dieser Saison ging er den vermeintlich leichteren Weg, wechselte zum unterklassigen Montpellier La Paillade, anschließend zurück in die erste Liga (Racing Strasbourg, OGC Nizza und erneut Montpellier), konnte sich dort aber nicht mehr dauerhaft durchsetzen.
Anschließend arbeitete Larios als Spielerberater. In dieser Funktion wurde er 2007 wegen Veruntreuung, Betrug und anderer Delikte im Zusammenhang mit drei Spielertransfers aus den Jahren 1997 und 1999 in zweiter Instanz zu einer Strafe von zwei Jahren Gefängnis auf Bewährung, 200.000 € Geldstrafe und einem Funktionsverbot für fünf Jahre verurteilt.
Im November 2017 gestand Larios, während seiner aktiven Karriere mit Captagon gedopt zu haben.

### Stationen
- Bourbaki de Pau, Jeanne d’Arc du Béarn Pau (bis 1973, als Jugendlicher)
- AS Saint-Étienne (1973–1977)
- SEC Bastia (1977/78)
- AS Saint-Étienne (1978–1983)
- Montpellier La Paillade SC (1983–1985, in D2)
- Racing Strasbourg (1985/86)
- OGC Nizza (1986/87)
- Montpellier La Paillade SC (1987/88)

## Der Nationalspieler
Von Oktober 1978 bis Juli 1982 bestritt Larios 17 Länderspiele für die Équipe Tricolore und erzielte dabei fünf Tore. Dass er nicht häufiger berufen wurde, lag auch daran, dass er im Mittelfeld mit Michel Platini, Alain Giresse, Jean Tigana und Bernard Genghini in Konkurrenz stand. Bei der Weltmeisterschaft in Spanien gehörte er zum französischen Aufgebot, kam aber nur im ersten Vorrundenspiel (1:3 gegen England) und in der abschließenden Begegnung um den dritten Platz (2:3 gegen Polen) zum Einsatz.

## Palmarès
- Französischer Meister: (1975 – nur ein Einsatz), (1976 – nur drei Einsätze), 1981
- Französischer Pokalsieger: 1977 (und Finalist 1981, 1982)
- 17 A-Länderspiele, 5 Tore; WM-Teilnehmer 1982 (2 Spiele)
- UEFA-Pokal: Finalist 1978 (mit Bastia)
- 34 Europapokalspiele, 8 Tore (22/6 für Saint-Étienne, 12/2 für Bastia)
- 249 Division-1-Einsätze, 44 Tore (davon 167/36 für Saint-Étienne, 34/5 für Bastia, 18/0 für Strasbourg, 19/3 für Nizza, 11/0 für Montpellier)
- Frankreichs Fußballer des Jahres 1980